# Gloucester (Karolina Północna)
Gloucester – jednostka osadnicza w Stanach Zjednoczonych, w stanie Karolina Północna, w hrabstwie Carteret, nad Oceanem Atlantyckim.